# Tierra adentro (película de 1941)
Tierra adentro es una película de Argentina en blanco y negro dirigida por Tino Dalbi según el guion de Salvador Riese sobre su argumento Pa'eso soy policía que se estrenó el 25 de abril de 1941 y que tuvo como protagonistas a Guillermo Casali, María Teresa Greco, Tino Tori y Juan Bono.

## Sinopsis
La hija de un policía se fuga con un cuatrero y éste (su padre) los persigue.

## Reparto
- Guillermo Casali …Nicanor Cuevas
- María Teresa Greco …Luz
- Tino Tori …Agente "Bicho Moro"
- Juan Bono …Sargento Maidana
- Antonia Volpe …Doña Rosa
- Serafín Paoli …Anacleto Ponce
- Leda Baires …Rita
- Alfredo Mileo …Alí
- Juan Petrelli …Don Lucio
- Domingo Mania …Manolo
- José Cicarelli

## Comentario
La Prensa opinó:

”si bien es limpia y tiene alguna intensión… moralizadora, por lo inorgánico y desabrido del argumento, los recursos pueriles que se utiliza, la falta de habilidad y de sentido de lo cinematográfico del director.. nos parece una película sin méritos.”